# Turner Automobile Company
Turner Automobile Company war ein US-amerikanischer Hersteller von Automobilen.

## Unternehmensgeschichte
George T. Turner gründete 1901 das Unternehmen in Philadelphia in Pennsylvania. Im Sommer desselben Jahres begann die Produktion von Automobilen. Der Markenname lautete Turner. Im Sommer 1903 endete die Produktion. Das Unternehmen ging in den Bankrott.

## Fahrzeuge
Im Angebot standen zwei kleine Wagen. Einer wurde Liliputian genannt. Er hatte einen Einzylindermotor mit 1,25 PS Leistung, der unter dem Sitz montiert war und die Hinterachse antrieb. Das Getriebe wies einen Vorwärts- und einen Rückwärtsgang auf. Die Basis bildete ein leichter Rohrrahmen. Der Radstand betrug 130 cm und die Spurweite 91 cm. Der Wagen bot Platz für zwei Personen nebeneinander. Das einzelne Vorderrad des Dreirads wurde mit einem Lenkhebel gelenkt.
Der Gadabout war etwas größer und hatte vier Räder. Der Radstand betrug 229 cm, die Spurweite 102 cm. Der Motor leistete 3 PS.